# Yevgeniy Yablonskiy
Yevgeniy Yablonskiy (tiếng Belarus: Яўген Яблонскi; tiếng Nga: Евгений Яблонский; sinh 10 tháng 5 năm 1995) là một cầu thủ bóng đá Belarus. Tính đến năm 2017, anh thi đấu cho BATE Borisov.

## Bàn thắng quốc tế
Bàn thắng và kết quả của Belarus được để trước.
| #  | Ngày                 | Địa điểm                            | Đối thủ    | Bàn thắng | Kết quả | Giải đấu                    |
| -- | -------------------- | ----------------------------------- | ---------- | --------- | ------- | --------------------------- |
| 1. | 14 tháng 10 năm 2020 | Sân vận động Dinamo, Minsk, Belarus | Kazakhstan | 1–0       | 2–0     | 2020–21 UEFA Nations League |
| 2. | 15 tháng 11 năm 2020 | Sân vận động Dinamo, Minsk, Belarus | Litva      | 1–0       | 2–0     | 2020–21 UEFA Nations League |

## Danh hiệu
BATE Borisov
- Vô địch Giải bóng đá ngoại hạng Belarus: 2014, 2015, 2016, 2017
- Vô địch Cúp bóng đá Belarus: 2014–15
- Vô địch Siêu cúp bóng đá Belarus: 2015, 2016, 2017